# Fussball Club Vaduz
El Fussball Club Vaduz es un club de fútbol del Principado de Liechtenstein, con sede en la ciudad homónima, capital de dicho país. Fue fundado en diciembre de 1932, juega en la Challenge League (segunda división del fútbol suizo), y es el primer equipo de Liechtenstein en disputar la máxima categoría del fútbol de Suiza. Está considerado el principal club de su país, siendo el único profesional y el más laureado con 51 títulos de la Copa de Liechtenstein, siendo el club más hegemónico en una copa doméstica de fútbol en el mundo.

## Historia
Hubo una reunión de fundación para el club en diciembre de 1931 después de que el ayuntamiento de Vaduz decidiera construir un campo de fútbol. La primera evidencia documental de la fundación data del 14 de febrero de 1932, por lo que la asociación utiliza esta fecha como el día de la fundación del club. El Fussball Club Vaduz se unió por primera vez a la Vorarlberger Fußball-Verband, la federación de fútbol del estado austriaco de Vorarlberg pero se mudó un año después a la Asociación Suiza de Fútbol y Atletismo (la actual Asociación Suiza de Fútbol).

### sigloXX
El equipo logró su primer gran éxito en 1996, en ese momento, todavía en la tercera división suiza, al vencer al oponente letón FC Universitāte Rīga (actualmente denominado bajo el nombre de FK Jelgava). Empate 1-1 tanto en la ida como en la vuelta, luego ganó Vaduz por 4-2 mediante la tanda de penaltis), por la ronda previa de la Copa de Campeones de Copa de la UEFA 1996-97. Esto lo calificó para los dieciseisavos de final, donde fue eliminado contra el que sería posteriormente el  subcampeón del torneo, Paris Saint-Germain, por un contundente resultado global de 7-0.

### sigloXXI
En 2001, el Vaduz fue promovido a la Nationalliga B (posteriormente llamada Challenge League), la segunda división del fútbol suizo. En los años siguientes, siempre estaba en la lucha por la promoción a la primera división suiza, la Superliga de Suiza. Sin embargo, tanto en 2004 como en 2005, el club en ambas ocasiones perdió en los resultados globales. Para la temporada 2005-06 contrataron a Mats Gren como el nuevo entrenador del equipo. En la Primera Ronda Previa (Zona Centro-Este) de la Temporada 2006-07 de la Copa de la UEFA, el Vaduz derrotó a su oponente moldavo, el Újpest Football ClubFC Dacia Chisinau]] (posteriormente renombrado bajo el nombre de Újpest Football Club). En la segunda ronda se encontraron con el Fussball club Basilea (uno de los mejores equipos de toda Suiza). Contra quienes son eliminados luego de perder por 1-0 en la ida de visitante, y ganar por 2-1 en la vuelta de local, con un empate global por 2-2, el equipo de Liechtenstein es eliminado por la regla del gol de visitante.
En 2008 (es decir, en la temporada 2007-08) el sueño del Vaduz se hizo realidad. Después de siete años en la Challenge League, el Vaduz ascendió directamente a la Superliga el 12 de mayo de 2008 como el campeón de la Challenge League. Esta fue la primera vez que un club extranjero formaba parte de la división más alta de Suiza. Temporada en la que fue invitado a participar en una serie de encuentros amistosos en Uruguay, enfrentando a los equipos grandes  Peñarol y  Nacional, logrando empatar contra el último club mencionado.
A mediados de 2008, surgió la pregunta de si se debería permitir que el club de Liechtenstein tuviese el permiso de participar como un club no suizo incluso después de que el contrato finalizara en 2010. Esta pregunta fue particularmente controvertida porque el FC Vaduz estaba jugando en la Axpo Super League por primera vez en su historia en este momento.
En junio de 2009, la Asociación Suiza de Fútbol tomó la decisión fundamental de que el Vaduz debería continuar participando del sistema de ligas suizo.
En mayo de 2010, los dos equipos más prestigiosos de Liechtenstein, Fussball Club Vaduz y USV Eschen/Mauren decidieron cooperar, especialmente en las oportunidades de intercambio y desarrollo para los jugadores de ambos equipos. En principio, el acuerdo debería reemplazar la base faltante de los 'Fürstenverein' y promover la cooperación en el sentido del fútbol de Liechtenstein. El equipo de la Capital tiene la primera directiva para futbolistas profesionales.
El club ganó la Copa de Liechtenstein 47 veces, catorce seguidas desde la edición de 1998 hasta la de 2011, lo que significa que casi siempre es el representante nacional en la Copa de la UEFA y la UEFA Europa League. En 2006, el Vaduz ganó la final de la copa contra el FC Balzers luego del tiempo extra (finalizando el tiempo regular igualaban 2-2, después, luego del tiempo suplementario, ganó el equipo de la capital, por un ajustado 4-2). En 2007, el Vaduz ganó la final de la copa contra el FC Ruggell por un aplastante 8-0. La final en 2008 tampoco fue una sorpresa: el FC Balzers fue derrotado contundentemente por un cómodo 4-0. en el 2010 el Vaduz esta vez jugó la final de la Copa de Liechtenstein contra el USV Eschen/Mauren, el Vaduz ganó raspando mediante la tanda de penaltis por 5-3. En 2011 ganaron la final sin complicaciones por un abultado resultado de 5-0 contra el Eschen/Mauren. Sin embargo, en 2012, a los capitalinos les esperaba una sorpresa histórica cuando el Eschen/Mauren acabó con la racha ganadora del FC Vaduz con una victoria mediante la tanda de penaltis.
El 12 de noviembre de 2012, Vaduz rescindió el contrato al entrenador de ese entonces, Erik Orie, también a su entrenador asistente, Martin Schneider inmediatamente, debido al desarrollo negativo en la temporada 2011-12. El cargo de entrenador fue asumido de manera interina por el que era, en ese entonces, el entrenador de porteros del equipo, Sebastian Selke. Pocos días después, el club anunció la contratación de un nuevo entrenador: Giorgio Contini, quien firmó un contrato hasta el verano de 2014. En septiembre de 2013, el club eligió a un nuevo presidente de la asociación en la asamblea general: Ruth Ospelt. Bajo su liderazgo, el club alcanzó, en la Temporada 2013-14, el segundo ascenso en toda su historia a la liga suiza más alta, la Superliga. En la Superliga 2014-15 terminó con 31 puntos de 36 juegos, en el noveno lugar. La permanencia en la máxima categoría del fútbol suizo fue asegurada ya, apenas, en la penúltima jornada.
El 7 de marzo de 2017, el Fussball Club Vaduz desiste de Giorgio Contini, quien que fue durante mucho tiempo el entrenador del equipo. Dos semanas después, el 22 de marzo de 2017, Roland Vrabec fue presentado como el nuevo entrenador. Sin embargo, no pudo evitar el descenso a la Challenge League. En la primera temporada en la segunda división luego del descenso, específicamente la temporada 2017-18, el Fussball Club Vaduz terminó en el cuarto puesto de la tabla final. En septiembre de 2018, Vrabec fue liberado debido a resultados moderados y este fue reemplazado por el ex internacional de Liechtenstein, Mario Frick (considerado como uno de los mejores jugadores de la historia del país).
La Challenge League 2018-19 del club, fue considerablemente, de un bajo rendimiento para las expectativas del club, con un puntaje de 45 puntos entre 36 partidos jugados, encajando 70 goles y anotando solo 48, con 11 victorias, 9 empates y 16 derrotas, quedando así, en el 6° puesto.
El 10 de agosto de 2020 logró ascender a la Superliga de Suiza tras quedar segundo en la con una magnífica temporada, con 64 puntos a pesar de tener algunos altibajos en su lucha por la Promoción, logró, aunque agónicamente, lograr esa posición. 
Ahora bien, en la Promoción, ascendió de la Challenge League a la Superliga de Suiza por vencer en la ida, en el Rheinpark Stadion por 2-0 y perder de visitante, en el Stockhorn Arena, por 4-3, obtuvo un resultado global de 5-4 a favor, ante el FC Thun por la Promoción.
Inició la temporada 2020-21 jugando la Primera ronda previa de la Liga Europa de la UEFA 2020-21 contra su par maltés, el Hibernians de local, en el Rheinpark Stadion. El Vaduz quedaría eliminado rápidamente, gracias al doblete de Degabriele, con goles a los 34' y 57', quedando así con un resultado de 0 - 2, favorable para los Pavorreales. En la Superliga de Suiza 2020-21 acabó último, con 36 puntos y descendiendo a la Challenge League.
En el 2022 hizo historia al clasificar a su primera competición oficial de la UEFA, tras hacer su debut en la Conference League.

## Estadio

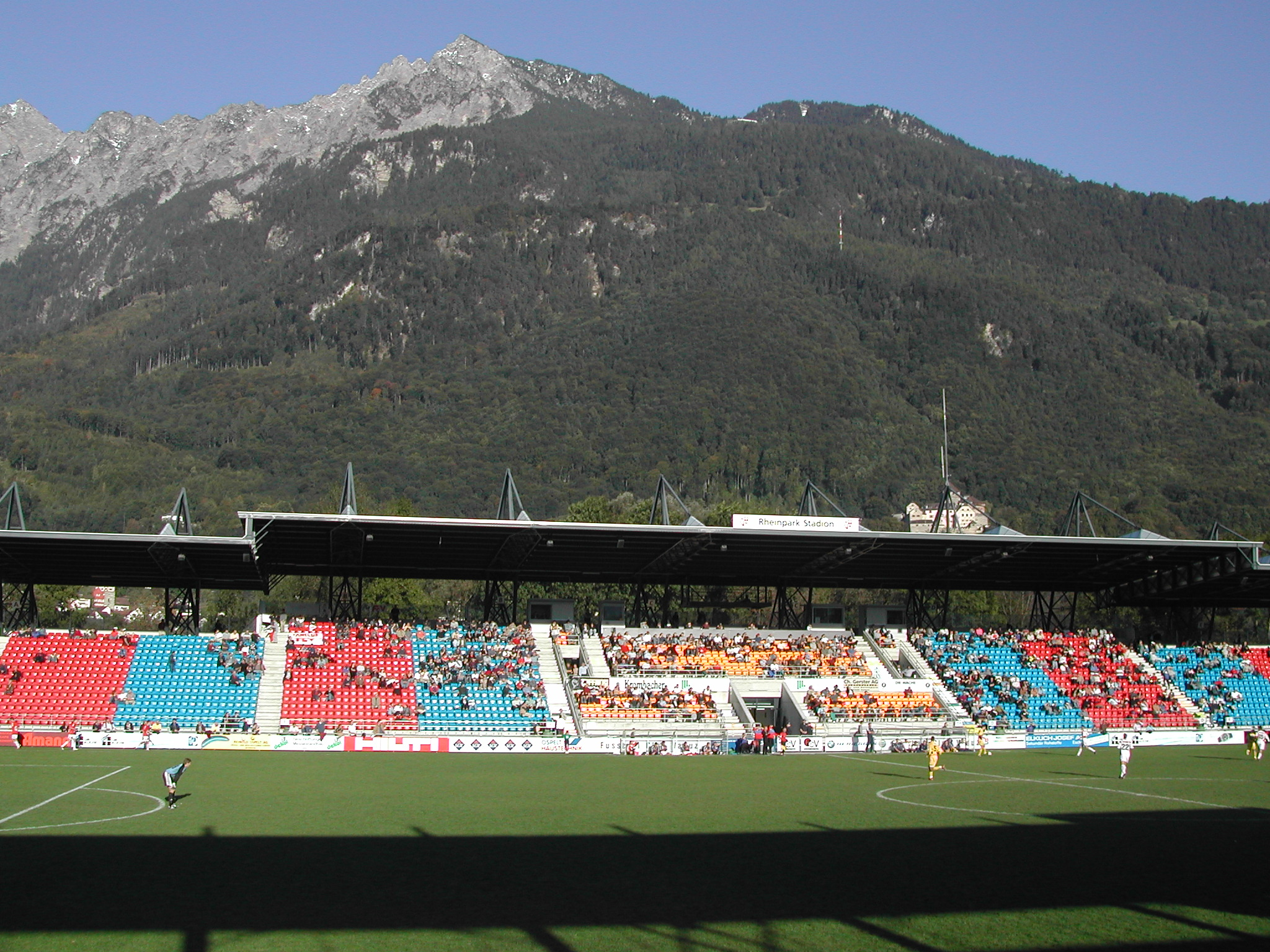
Rheinpark Stadion

El Fussball Club Vaduz juega de local en el Rheinpark Stadion, de la ciudad de Vaduz. Inaugurado oficialmente el 31 de julio de 1998, es el estadio más grande y más importante de toda Liechtenstein. El estadio tiene una capacidad total para albergar a 7838 espectadores sentados. En el estadio juega también la selección nacional del país sus partidos de local en competencias como Eliminatorias rumbo al Mundial, o a la Eurocopa, también algunos partidos amistosos ocasionales. El mismo estadio también fue la sede de la final de cada edición de la Copa de Liechtenstein (copa de clubes de fútbol de Liechtenstein) desde el año 1999 hasta la actualidad (a excepción de la edición de 2015, en la que la sede de la final fue el Sportpark Eschen-Mauren, de Eschen).

## Temporadas
| Temporada | Nivel | División           | Posición |
| --------- | ----- | ------------------ | -------- |
| 2000-01   | 3     | 1. Liga            | 1.º      |
| 2001-02   | 2     | Challenge League   | 11.º     |
| 2002-03   | 2     | Challenge League   | 1.°      |
| 2003-04   | 2     | Challenge League   | 5.º      |
| 2004-05   | 2     | Challenge League   | 2.º      |
| 2005-06   | 2     | Challenge League   | 8.º      |
| 2006-07   | 2     | Challenge League   | 9.º      |
| 2007-08   | 2     | Challenge League   | 1.°      |
| 2008-09   | 1     | Superliga de Suiza | 10.º     |
| 2009-10   | 2     | Challenge League   | 8.º      |
| 2010-11   | 2     | Challenge League   | 4.º      |
| 2011-12   | 2     | Challenge League   | 8.º      |
| 2012-13   | 2     | Challenge League   | 9.º      |
| 2013-14   | 2     | Challenge League   | 1.°      |
| 2014-15   | 1     | Superliga de Suiza | 9.º      |
| 2015-16   | 1     | Superliga de Suiza | 8.º      |
| 2016-17   | 1     | Superliga de Suiza | 10.º     |
| 2017-18   | 2     | Challenge League   | 4.º      |
| 2018-19   | 2     | Challenge League   | 6.º      |
| 2019-20   | 2     | Challenge League   | 2.º      |
| 2020-21   | 1     | Superliga de Suiza | 10.º     |
| 2021-22   | 2     | Challenge League   | 4.º      |

- Ascenso
- Descenso

### Datos del club
- Temporadas en Superliga de Suiza:  5
- Temporadas en Challenge League:  16  (incluyendo la de 2021-22)
- Temporadas en 1. Liga:  1

## Palmarés
- Campeonato de Liechtenstein (1): 1936
- Challenge League (2): 2008, 2014
- Swiss First League (2): 2000, 2001
- Copa de Liechtenstein (51): 1949, 1952, 1953, 1954, 1956, 1957, 1958, 1959, 1960, 1961, 1962, 1966, 1967, 1968, 1969, 1970, 1971, 1974, 1980, 1985, 1986, 1988, 1990, 1992, 1995, 1996, 1998, 1999, 2000, 2001, 2002, 2003, 2004, 2005, 2006, 2007, 2008, 2009, 2010, 2011, 2013, 2014, 2015, 2016, 2017, 2018, 2019, 2022, 2023, 2024, 2025

## Participación en competiciones de la UEFA
| Temporada | Torneo                        | Ronda            | Club                  | Casa       | Visita     | Global       |  |
| --------- | ----------------------------- | ---------------- | --------------------- | ---------- | ---------- | ------------ |  |
| 1992–93   | Recopa de Europa              | Clasificatoria   | Chornomorets          | 0–5        | 1–7        | 1–12         |  |
| 1995–96   | Recopa de Europa              | Clasificatoria   | Hradec Králové        | 0–5        | 1–9        | 1–14         |  |
| 1996–97   | Recopa de Europa              | Clasificatoria   | Universitate Riga     | 1–1        | 1–1        | 2–2 (4–2 p.) |  |
| 1996–97   | Recopa de Europa              | 1                | Paris Saint-Germain   | 0–4        | 0–3        | 0–7          |  |
| 1998–99   | Recopa de Europa              | Clasificatoria   | Helsingborg           | 0–2        | 0–3        | 0–5          |  |
| 1999–00   | Copa de la UEFA               | Clasificatoria   | Bodø/Glimt            | 0–1        | 1–2        | 1–3          |  |
| 2000–01   | Copa de la UEFA               | Clasificatoria   | Amica Wronki          | 0–3        | 3–3        | 3–6          |  |
| 2001–02   | Copa de la UEFA               | Clasificatoria   | Varteks Varaždin      | 3–3        | 1–6        | 4–9          |  |
| 2002–03   | Copa de la UEFA               | Clasificatoria   | Livingston            | 1–1        | 0–0        | 1–1 (v.)     |  |
| 2003–04   | Copa de la UEFA               | Clasificatoria   | Dnipro Dnipropetrovsk | 0–1        | 0–1        | 0–2          |  |
| 2004–05   | Copa de la UEFA               | Clasificatoria 1 | Longford Town         | 1–0        | 3–2        | 4–2          |  |
| 2004–05   | Copa de la UEFA               | Clasificatoria 2 | Beveren               | 1–3        | 1–2        | 2–5          |  |
| 2005–06   | Copa de la UEFA               | Clasificatoria 1 | Dacia                 | 2–0        | 0–1        | 2–1          |  |
| 2005–06   | Copa de la UEFA               | Clasificatoria 2 | Beşiktaş              | 0–1        | 1–5        | 1–6          |  |
| 2006–07   | Copa de la UEFA               | Clasificatoria 1 | Újpest                | 4–0        | 0–1        | 4–1          |  |
| 2006–07   | Copa de la UEFA               | Clasificatoria 2 | Basel                 | 2–1        | 0–1        | 2–2 (v.)     |  |
| 2007–08   | Copa de la UEFA               | Clasificatoria 1 | Dinamo Tbilisi        | 0–0        | 0–2        | 0–2          |  |
| 2008–09   | Copa de la UEFA               | Clasificatoria 1 | Zrinjski Mostar       | 1–2        | 0-3        | 1–5          |  |
| 2009–10   | UEFA Europa League            | Clasificatoria 2 | Falkirk               | 0–1        | 2–0 (t.e.) | 2–1          |  |
| 2009–10   | UEFA Europa League            | Clasificatoria 3 | Slovan Liberec        | 0–1        | 0–2        | 0–3          |  |
| 2010–11   | UEFA Europa League            | Clasificatoria 2 | Brøndby               | 0–3        | 0–0        | 0–3          |  |
| 2011–12   | UEFA Europa League            | Clasificatoria 2 | Vojvodina             | 0–2        | 3–1        | 3–3 (v.)     |  |
| 2011–12   | UEFA Europa League            | Clasificatoria 3 | Hapoel Tel Aviv       | 2−1        | 0−4        | 2−5          |  |
| 2013–14   | UEFA Europa League            | Clasificatoria 1 | Chikhura              | 1−1        | 0−0        | 1−1 (v.)     |  |
| 2014–15   | UEFA Europa League            | Clasificatoria 1 | College Europa        | 3–0        | 1–0        | 4–0          |  |
| 2014–15   | UEFA Europa League            | Clasificatoria 2 | Ruch Chorzów          | 0–0        | 2–3        | 2–3          |  |
| 2015-16   | UEFA Europa League            | Clasificatoria 1 | La Fiorita            | 5–1        | 5–0        | 10–1         |  |
| 2015-16   | UEFA Europa League            | Clasificatoria 2 | Nõmme Kalju           | 3–1        | 2–0        | 5–1          |  |
| 2015-16   | UEFA Europa League            | Clasificatoria 3 | Thun                  | 2–2        | 0–0        | 2–2 (v.)     |  |
| 2016–17   | UEFA Europa League            | Clasificatoria 1 | Sileks                | 3–1        | 2–1        | 5–2          |  |
| 2016–17   | UEFA Europa League            | Clasificatoria 2 | Midtjylland           | 2–2        | 0–3        | 2–5          |  |
| 2017–18   | UEFA Europa League            | Clasificatoria 1 | Bala Town             | 3–0        | 2–1        | 5–1          |  |
| 2017–18   | UEFA Europa League            | Clasificatoria 2 | Odd                   | 0–1        | 0–1        | 0–2          |  |
| 2018–19   | UEFA Europa League            | Clasificatoria 1 | Levski Sofia          | 1–0        | 2–3        | 3–3 (v.)     |  |
| 2018–19   | UEFA Europa League            | Clasificatoria 2 | Žalgiris              | 1–1        | 0–1        | 1–2          |  |
| 2019–20   | UEFA Europa League            | Clasificatoria 1 | Breiðablik            | 2–1        | 0−0        | 2–1          |  |
| 2019–20   | UEFA Europa League            | Clasificatoria 2 | Videoton              | 2–0        | 0–1        | 2–1 (t.e.)   |  |
| 2019–20   | UEFA Europa League            | Clasificatoria 3 | Eintracht Frankfurt   | 0–5        | 0–1        | 0–6          |  |
| 2020–21   | UEFA Europa League            | Clasificatoria 1 | Hibernians            | 0–2        | –          | 0–2          |  |
| 2021–22   | Europa Conference League      | Clasificatoria 2 | Újpest                | 1–3        | 1–2        | 2–5          |  |
| 2022–23   | Conference League             | Clasificatoria 2 | Koper                 | 1–1 (t.e.) | 1–0        | 2–1          |  |
| 2022–23   | Conference League             | Clasificatoria 3 | Konyaspor             | 1–1        | 4–2        | 5–3          |  |
| 2022–23   | Conference League             | Playoff          | Rapid Wien            | 1–1        | 1–0        | 2–1          |  |
| 2022–23   | Conference League             | Grupo E          | AZ                    | 1–2        | 1–4        | 4º Lugar     |  |
| 2022–23   | Conference League             | Grupo E          | Apollon Limassol      | 0–0        | 0–1        | 4º Lugar     |  |
| 2022–23   | Conference League             | Grupo E          | Dnipro-1              | 1–2        | 2–2        | 4º Lugar     |  |
| 2023–24   | UEFA Europa Conference League | Clasificatoria 1 | Neman Grodno          | 1–2        | 1–1        | 2–3          |  |

### Récord Europeo
| Torneo                        | PJ | PG | PE | PP | GF | GC  | DG  |
| ----------------------------- | -- | -- | -- | -- | -- | --- | --- |
| UEFA Cup Winners' Cup         | 10 | 0  | 2  | 8  | 4  | 40  | −36 |
| UEFA Cup / UEFA Europa League | 67 | 21 | 14 | 32 | 76 | 93  | −17 |
| UEFA Conference League        | 15 | 3  | 6  | 7  | 18 | 24  | −6  |
| Total                         | 92 | 24 | 22 | 47 | 98 | 157 | −59 |

## Entrenadores
- Otto Pfister (1961–1963)
- Tibor Lőrincz (1969–71)
- Željko Perušić (1974–75)
- Peter Blusch (1980–82)
- Hans Krostina (1983–85)
- Helmut Richert (1989–90)
- Hans Trittinger (1990–91)
- Hansruedi Fässler (1996–97)
- Alfons Dobler (1997–99)
- Uwe Wegmann (1999-2002)
- Walter Hörmann (2002–2003)
- Martin Andermatt (2003–2005)
- Hans-Joachim Weller (2005–2006)
- Mats Gren (2006)
- Maurizio Jacobacci (2006–2007)
- Hans-Joachim Weller (2007)
- Heinz Hermann (2007–2008)
- Pierre Littbarski (2008–2010)
- Eric Orie (2010–2012)
- Sebastian Selke (interino) (2012)
- Giorgio Contini (2012–2017)
- Daniel Hassler (interino) (2017)
- Roland Vrabec (2017-2018)
- Mario Frick (2018-2022)
- Alessandro Mangarratti (2022)
- Jürgen Seeberger (2023)
- Jan Mayer (interino) (2023)
- Martin Stocklasa (2023-hoy)

## Galería

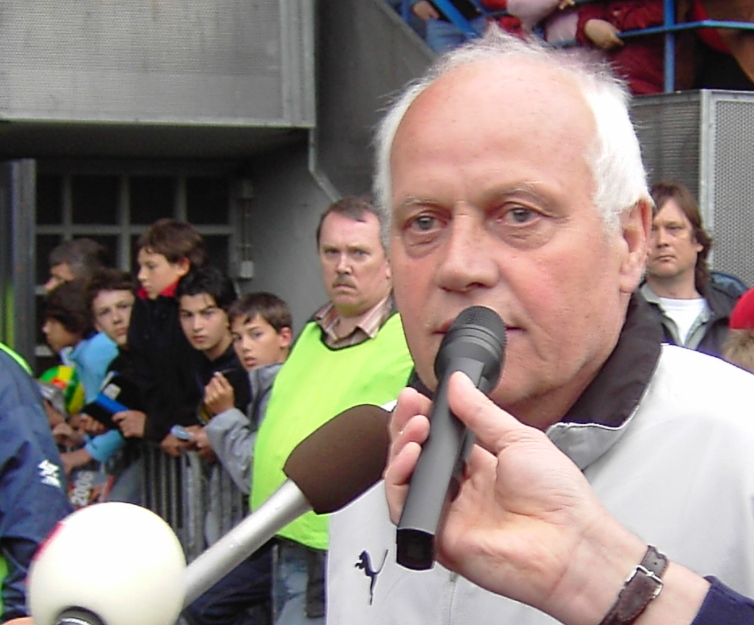
Otto Pfister
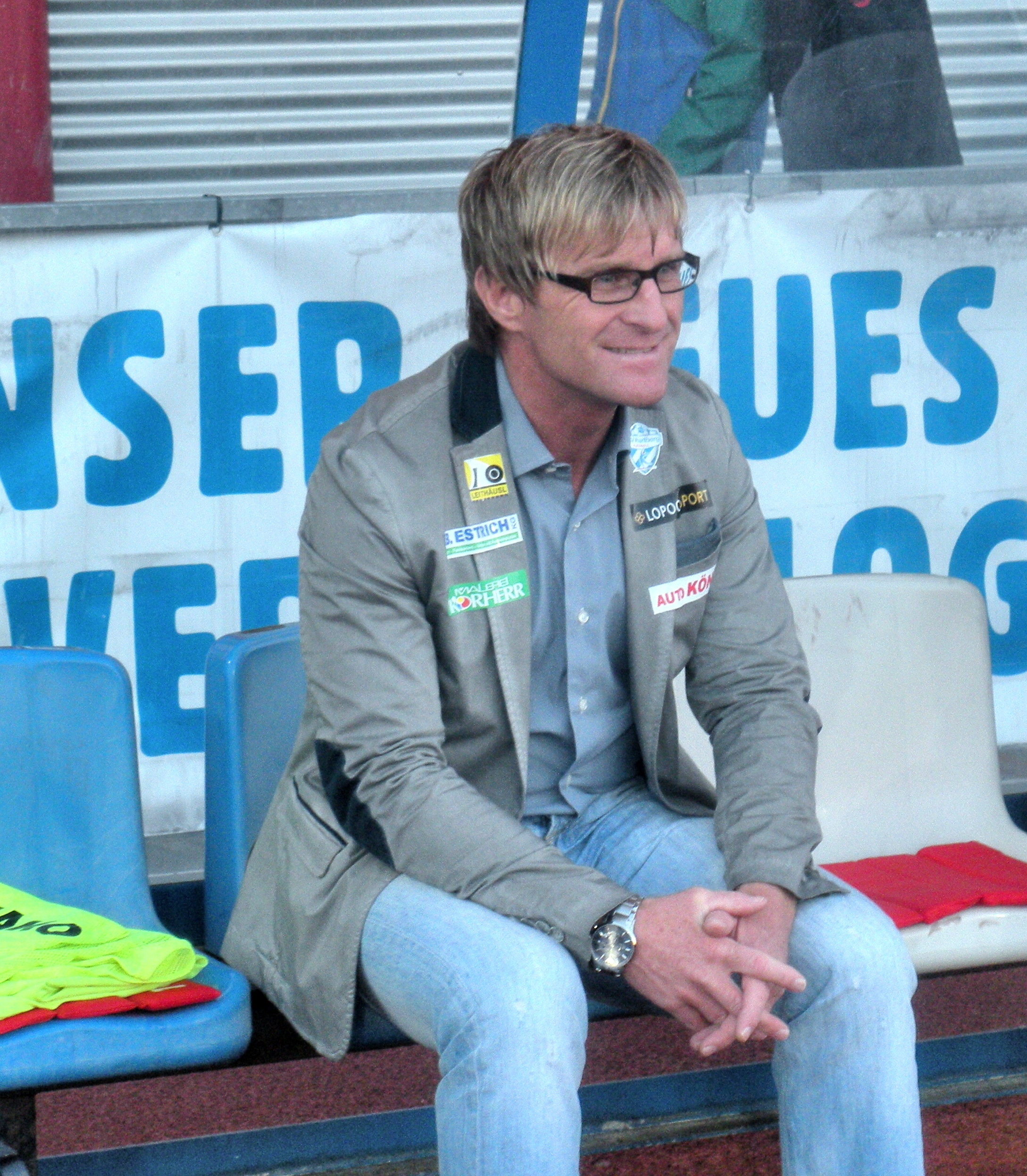
Walter Hörmann
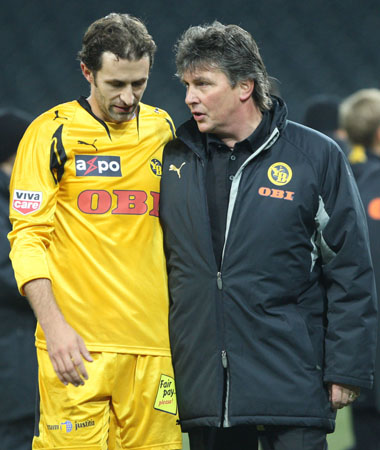
Martin Andermatt
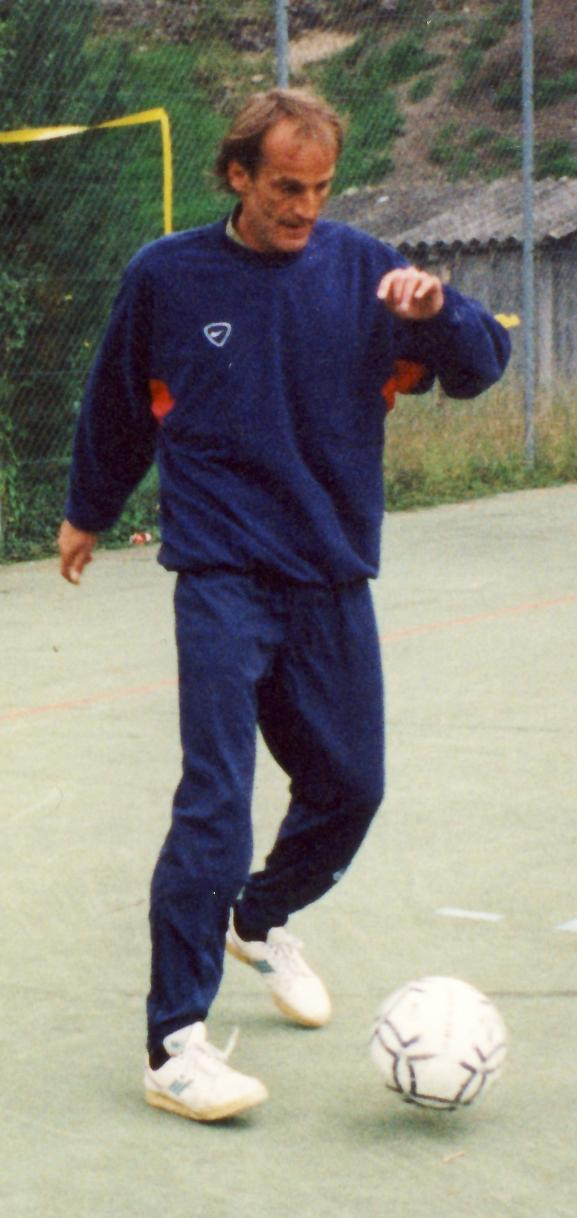
Heinz Hermann
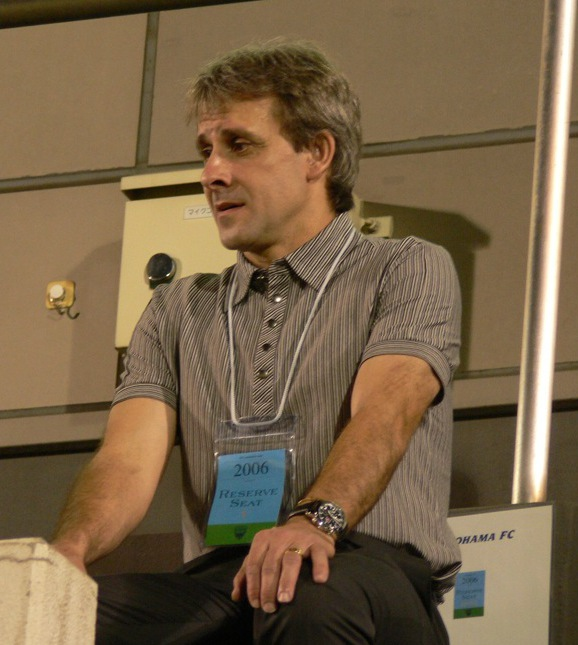
Pierre Littbarski
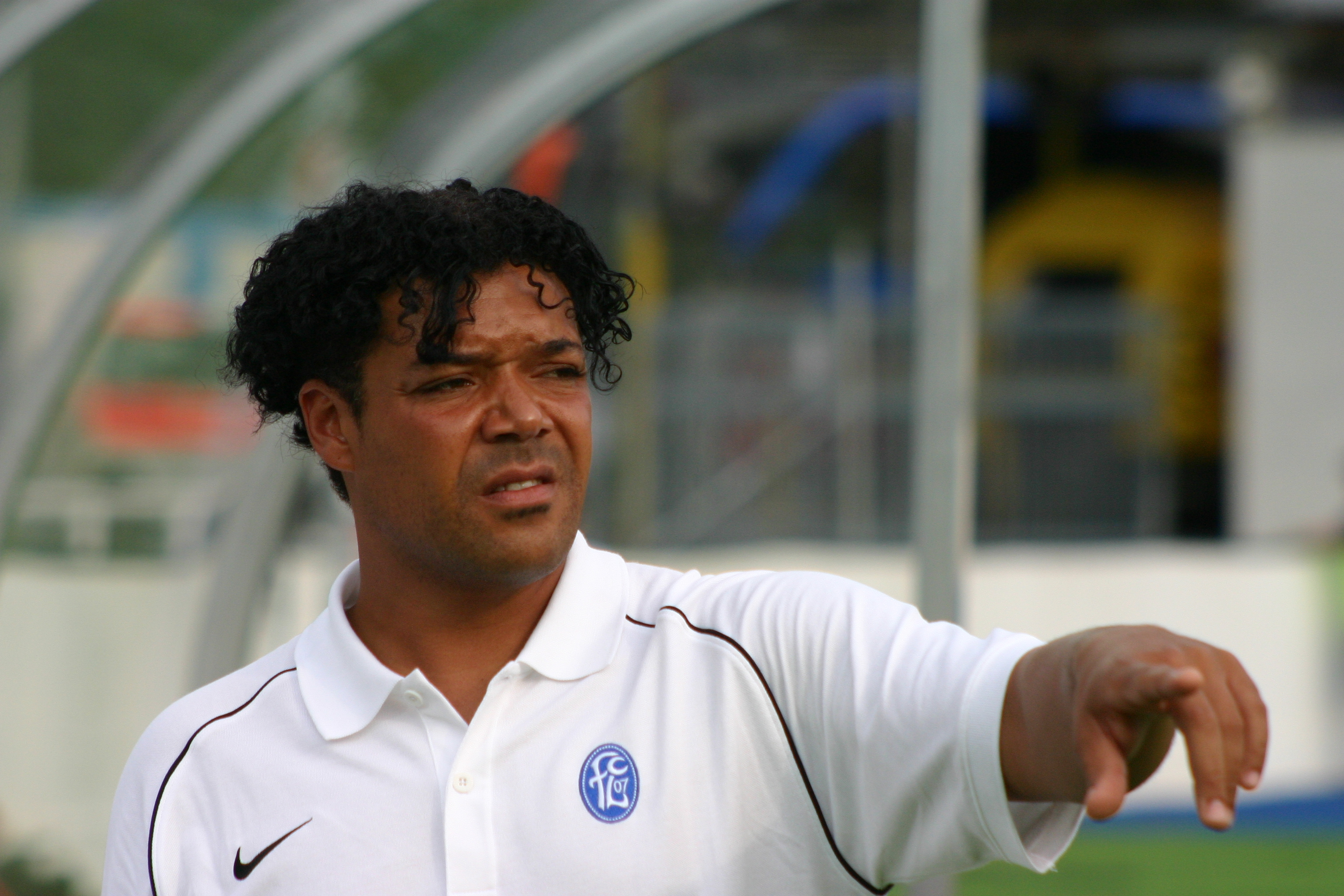
Eric Orie
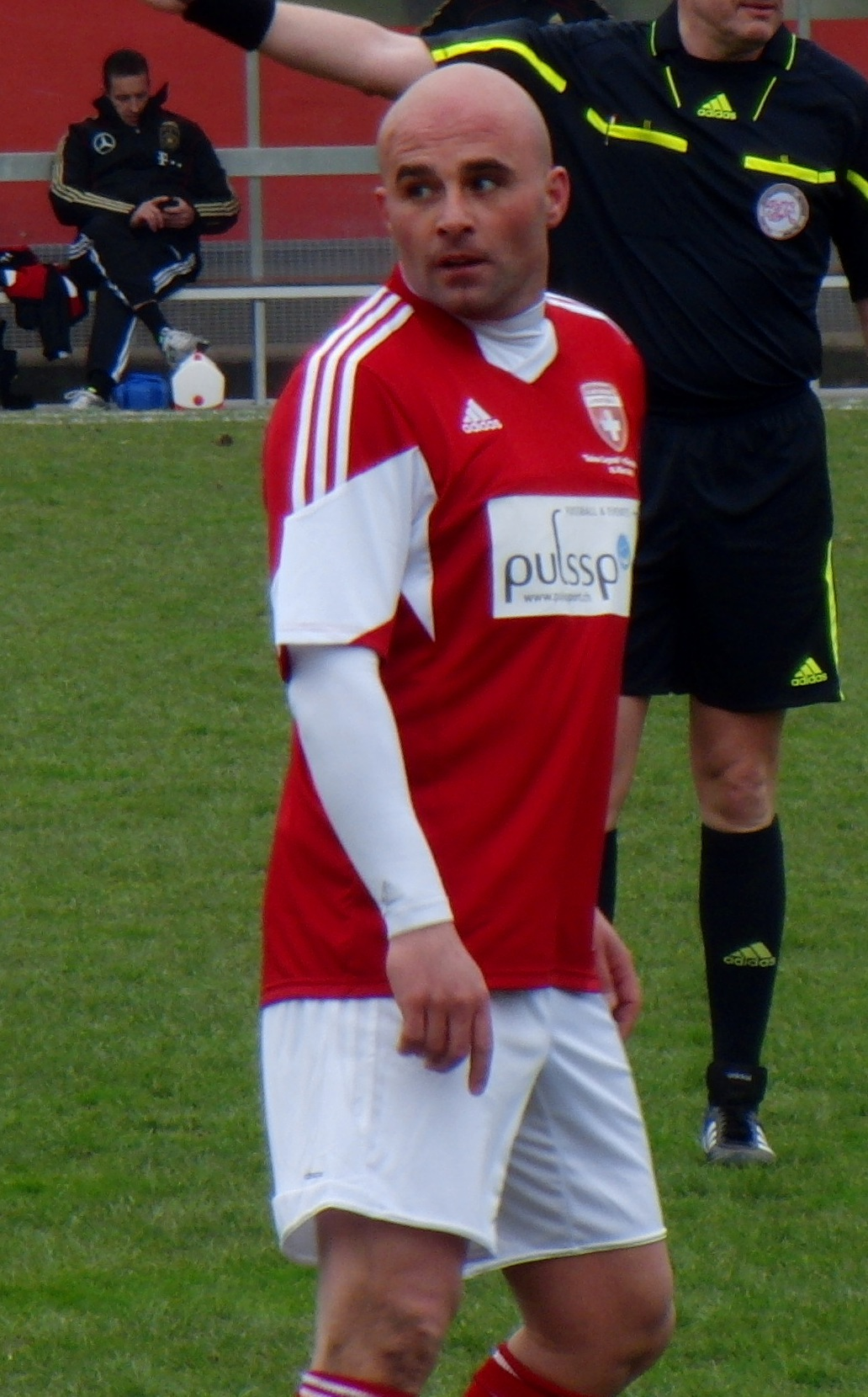
Giorgio Contini
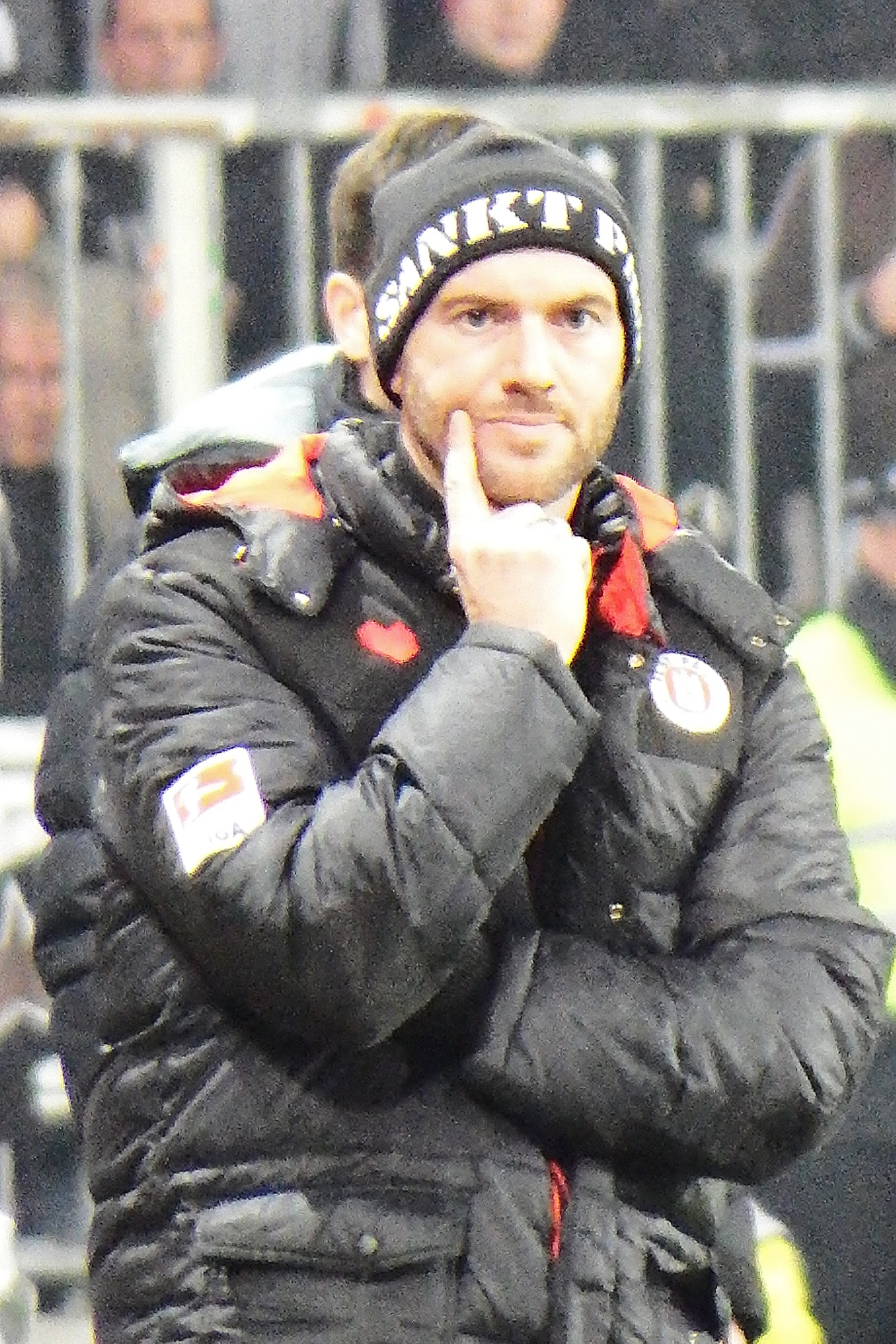
Roland Vrabec